# Eurytoma cressoni
Eurytoma cressoni är en stekelart som beskrevs av Howard 1897. Eurytoma cressoni ingår i släktet Eurytoma och familjen kragglanssteklar.
Artens utbredningsområde är:
- Mauritius.
- Grenada.

Inga underarter finns listade i Catalogue of Life.